# Associatie van struikhei en bosbes
De associatie van struikhei en bosbes (Vaccinio-Callunetum) is een associatie uit het verbond van struikhei en kruipbrem (Calluno-Genistion). De associatie omvat dwergstruwelen die gedomineerd worden struikhei en bosbessoorten.

## Naamgeving en codering
| Calluneto-Vaccinietum Bük. 1941            |
| Calluno-Vaccinietum vitis-idaeae Bük. 1942 |

- Syntaxoncode voor Nederland (rVvN): r20Aa02
- Natura2000-habitattypecode (EU-code): H4030

De wetenschappelijke naam Vaccinio-Callunetum is afgeleid van de botanische namen van twee diagnostische soorten van de associatie; dit zijn respectievelijk rode bosbes (Vaccinium vitis-idaea) en struikhei (Calluna vulgaris).

## Fysiognomie

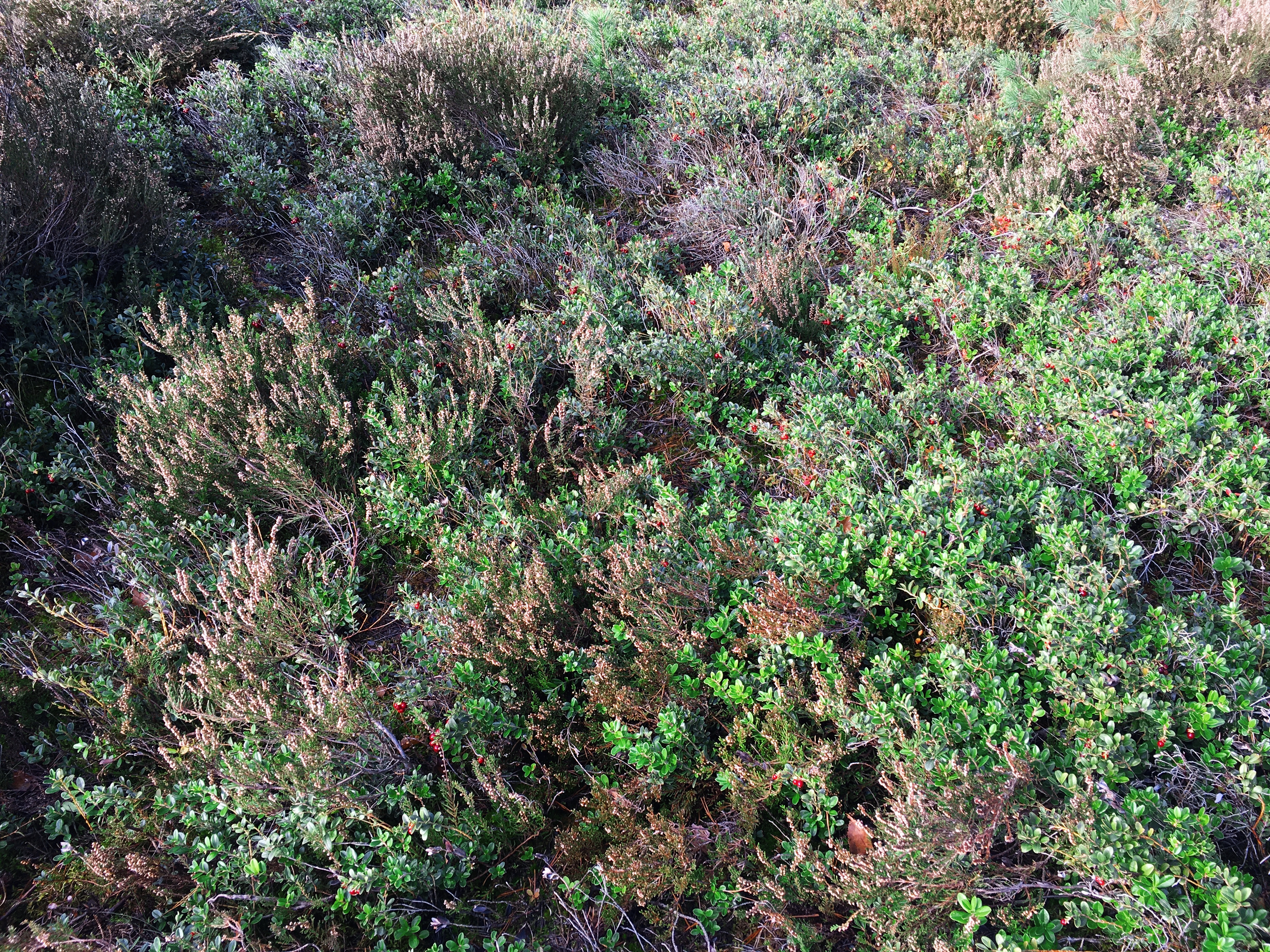
Herfstaspect van de associatie

De associatie van struikhei en bosbes manifesteert zich altijd in de formatie van een dwergstruweel, gekenmerkt door een groot aandeel van dwergstruiken en mossen.
Een boom- en struiklaag ontbreken. De kruidlaag is de dominante laag, waarin dwergstruiken als struikhei en bosbessen codomineren. De kruidlaag is soortenarm. Grassen zijn hierin altijd aanwezig, maar veel minder algemeen dan in de verwante associatie van struikhei en stekelbrem. Zeldzame diagnostische kruiden zijn valkruid en zevenster.
Tussen de dwergstruiken, en vooral op de iets vochtigere plaatsen, kan een goed ontwikkelde moslaag met overwegend bladmossen voorkomen.

## Ecologie

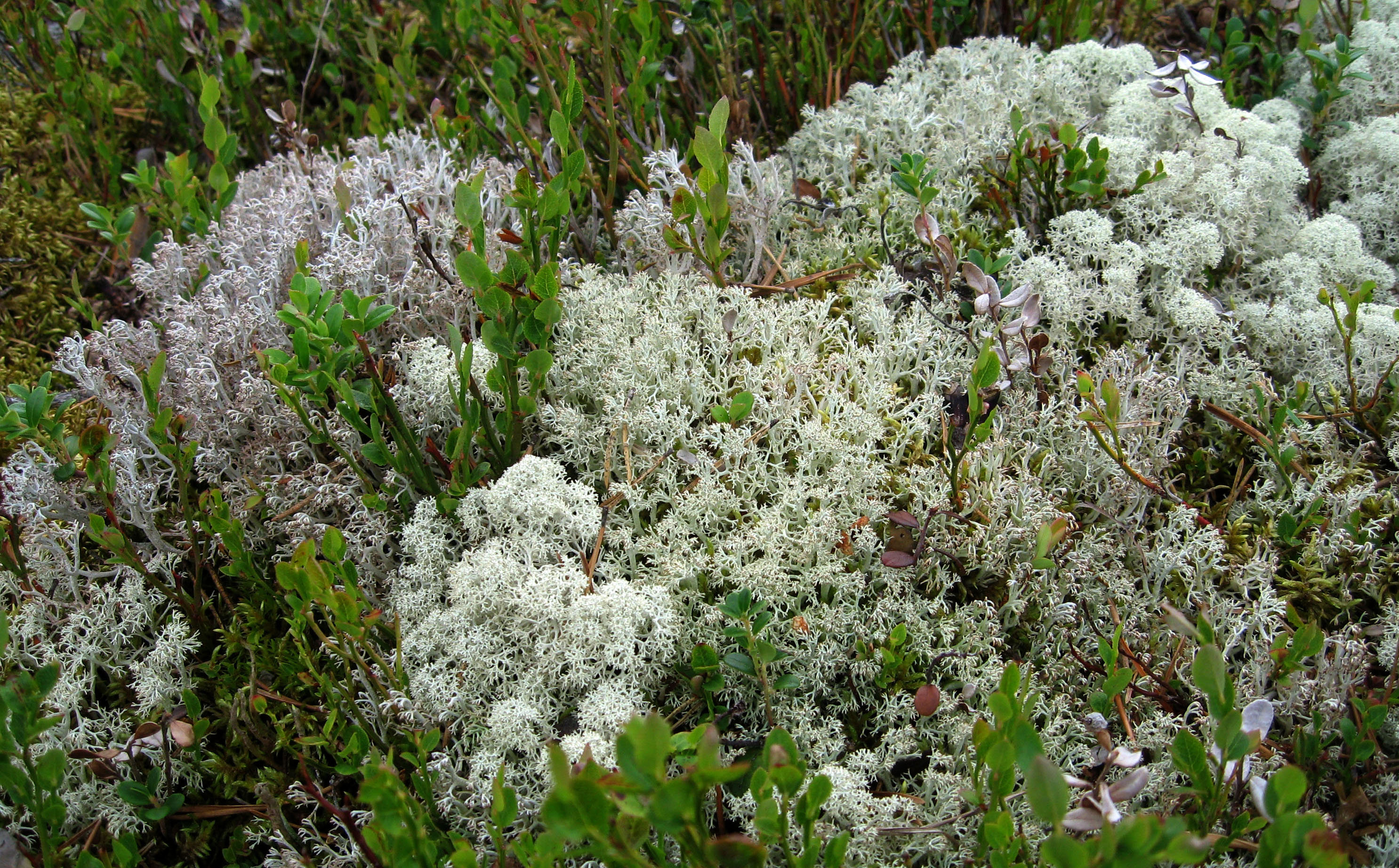
De moslaag van de associatie kan vrij rijk zijn aan cryptogamen, waaronder soms ook veel korstmossen.

De associatie van struikhei en bosbes is kenmerkend voor goed gedraineerde gronden rond het hoogveen, zandige en rotsige plaatsen en puinkegels. In de Lage Landen komt de associatie uitsluitend voor op humuspodzol- en moderpodzolgronden, gekarakteriseerd door een dikke strooisellaag (A0-horizont). Vooral door het dikkere humusprofiel kent de associatie van struikhei en bosbes meer bosflora, wat haar differentieert van de associatie van struikhei en stekelbrem.

## Vegetatiezonering
In de vegetatiezonering vormt de associatie van struikhei en bosbes dikwijls contactgemeenschappen met vegetatie uit het zomereik-verbond en soms ook het verbond van naaldbossen. Meestal betreft het beuken-eikenbossen of berken-eikenbossen, waarvan de associatie een vervangingsgemeenschap is.

## Verspreiding
De verspreidingsgebied van de associatie van struikhei en bosbes omvat de Atlantische provincie: de kuststook van West-Europa, Groot-Brittannië en Ierland. Het is een vegetatie die zich thuis voelt in streken met een maritiem klimaat, met hoge neerslag en hoge luchtvochtigheid.
In Nederland en Vlaanderen komt deze associatie nauwelijks voor, in Wallonië is ze beperkt tot de Hoge Venen.

## Diagnostische taxa voor Nederland en Vlaanderen
Er zijn geen echte kensoorten, de meeste soorten in deze gemeenschap komen ook in bossen of graslanden voor. Er zijn daarentegen een reeks differentiërende soorten voor deze associatie ten opzichte van de associatie van struikhei en stekelbrem.
In de onderstaande synoptische tabel staan de belangrijkste plantentaxa van de associatie van struikhei en bosbes voor Nederland en Vlaanderen.
Kruidlaag
| Kentaxon | Diff.soort | Abundantie | Triviale naam | Botanische naam       | Opmerking                                        | Afbeelding |
| -------- | ---------- | ---------- | ------------- | --------------------- | ------------------------------------------------ | ---------- |
| kK       |            |            | struikhei     | Calluna vulgaris      |                                                  |            |
|          | dA         |            | rode bosbes   | Vaccinium vitus-idaea | t.o.v. de associatie van struikhei en stekelbrem |            |
|          | dA         |            | blauwe bosbes | Vaccinium myrtillus   | t.o.v. de associatie van struikhei en stekelbrem |            |
|          | dA         |            | rijsbes       | Vaccinium uliginosum  | t.o.v. de associatie van struikhei en stekelbrem |            |
|          |            |            | gewone dophei | Erica tetralix        |                                                  |            |
|          |            | Z          | valkruid      | Arnica montana        | kensoort van de klasse van heischrale graslanden |            |
|          |            | Z          | zevenster     | Trientalis europaea   | kensoort van het beuken-eikenbos                 |            |

Moslaag
| Kentaxon | Diff.soort | Abundantie | Triviale naam | Botanische naam    | Opmerking                                        | Afbeelding |
| -------- | ---------- | ---------- | ------------- | ------------------ | ------------------------------------------------ | ---------- |
|          | dA         |            | kussentjesmos | Leucobryum glaucum | t.o.v. de associatie van struikhei en stekelbrem |            |